# Koikili Lertxundi
Koikili Lertxundi del Campo (Otxandio, 23 dicembre 1980) è un ex calciatore spagnolo, di ruolo difensore.